# Unguiculariopsis thallophila
Unguiculariopsis thallophila är en lavart som först beskrevs av Petter Adolf Karsten, och fick sitt nu gällande namn av W.Y. Zhuang 1988. Unguiculariopsis thallophila ingår i släktet Unguiculariopsis och familjen Helotiaceae.  Arten är reproducerande i Sverige. Inga underarter finns listade i Catalogue of Life.